# Катаріна Труппе
Катаріна Труппе (нім. Katharina Truppe) — австрійська гірськолижниця, що спеціалізується в технічних дисциплінах, призер чемпіонату  світу.
Срібну медаль світової першості Труппе здобула на чемпіонаті 2019 року в змаганнях змішаних команд.  

## Результати чемпіонатів світу
| Рік  | Вік | СЛ | ГС   | СГ | ШС | КМ | КЗ |
| ---- | --- | -- | ---- | -- | -- | -- | -- |
| 2017 | 21  | 19 | DSQ1 | —  | —  | —  | 5  |
| 2019 | 23  | 8  | 24   | —  | —  | —  | 2  |

## Виступи на Олімпійських іграх
| Рік  | Місце проведення | СЛ   | ГС | СГ | ШС | КМ | КЗ |
| ---- | ---------------- | ---- | -- | -- | -- | -- | -- |
| 2022 | Пекін, Китай     | DNF1 | 4  | —  | —  | —  | 1  |